# 硫黄島からの手紙
『硫黄島からの手紙』（いおうじまからのてがみ、Letters from Iwo Jima）は、2006年のアメリカ合衆国の戦争映画。クリント・イーストウッドが監督を務め、渡辺謙と二宮和也が主演を務めた。硫黄島の戦いを日本兵の視点から描いており、同じ戦いをアメリカ側の視点から描いたイーストウッドの『父親たちの星条旗』の姉妹作であり、2つの映画は続けて撮影された。

## 概要
クリント・イーストウッドが監督・製作を務める硫黄島の戦いを日本兵の視点で描いたこの映画は、同じ戦いをアメリカ人の視点で描いたイーストウッド監督の『父親たちの星条旗』（2006年）の姉妹作品で、2つの映画は背中合わせで撮影された。
劇中の栗林忠道陸軍中将の家族への手紙は、後世に編まれた『「玉砕総指揮官」の絵手紙』（吉田津由子編、小学館文庫）に基づいている。
日本では2006年12月9日に公開され、アメリカでは2006年12月20日に限定公開された。2007年1月12日にアメリカ国内のより多くの地域で拡大公開され、1月19日にはほとんどの州で公開された。第79回アカデミー賞では作品賞を含む4部門にノミネートされ、音響編集賞を受賞した。2008年4月7日には、英語吹替版がプレミア上映された。
キャストはオーディションの末選出されたが、主演の渡辺謙のみ監督のクリント・イーストウッドから直々のオファーで出演した。

## ストーリー
2006年、東京都小笠原諸島硫黄島。戦跡の調査隊が、地下壕の地中に埋められていた鞄から数百通もの手紙を発見した。それは、61年前、この島で戦った兵士たちが、家族に宛てて書き残したものだった。
太平洋戦争の戦況が悪化しつつある1944年6月、小笠原方面最高指揮官・栗林忠道陸軍中将（渡辺謙）が硫黄島に降り立った。本土防衛の最後の砦とも言うべき硫黄島の命運は、栗林率いる小笠原兵団に託されていた。着任早々、従来一般的であった水際防衛作戦を否定し、内地持久戦による徹底抗戦に変更、また部下に対する理不尽な体罰を戒めた栗林に兵士たちは驚きの目を向ける。今までのどの指揮官とも違う男との出会いは、硫黄島での日々に絶望を感じていた応召兵・西郷陸軍一等兵（二宮和也）に、新たな希望の光を垣間見せる。
栗林が水際防衛や飛行場確保に固執する海軍軍人らの反対や突き上げを抑える中、食料も水も満足にない過酷な状況で掘り進められる地下陣地。張り巡らせたこのトンネルこそ、アメリカ軍を迎え撃つ秘策だったのだ。
1945年2月19日、事前の激しい砲爆撃を経て、ついにアメリカ軍が上陸を開始する。緒戦で海岸の砲台・トーチカはすぐに制圧され、摺鉢山の頂上にも星条旗が掲げられた。谷田大尉ら摺鉢山の人員は地下陣地に健在だったが、現地指揮官は持久戦を命じる栗林からの連絡を無視し、自決命令を下された将兵たちは次々と自決を遂げる。しかし栗林からの電話連絡を立ち聞きした西郷、そして彼に説得された清水洋一（加瀬亮）は自決せず、栗林の意図に従って北部の部隊に合流しようとする。
戦局が悪化する中、林少将（ケン・ケンセイ）は独断で反撃を行おうとする。この命令は栗林によって撤回されたが、前線に情報が行き渡らずに約1000名の将兵が戦死する。伊藤海軍大尉（中村獅童）も林少将の命に従い元山飛行場を奪還しようとし、出撃間近で西中佐に止められるが、伊藤は西を罵倒し指揮下の部隊を率いて陣地の外へ出る。自身の命令が行き渡らず将兵を死なせたことに憤慨する栗林の元に、大本営から無線が届く。友軍は硫黄島には送れない、最後まで大義を貫徹せよという、事実上の玉砕命令であった。
西率いる連隊の残余とともに栗林の元に撤退する途中、戦いに疲れ果てた西郷と清水はアメリカ軍への投降を決意し、清水が先に地下陣地から出ていく。清水はアメリカ兵への投降に成功するが、見張りのアメリカ兵が後送の手間を省くため、彼を無抵抗のまま銃殺してしまう。そして西も負傷して視力を失い、部下たちを先へ進ませるとひとり自決する。西郷は命からがら栗林の居る司令部に辿り着き、死を覚悟して妻に手紙を書く。
遂に栗林は自ら兵を率いて最後の総攻撃を敢行する。一方、栗林から機密書類の焼却を命じられた西郷は一人陣地に残っていた。翌朝、遅れて陣地から出た西郷は、被弾して倒れた栗林を見つける。栗林は「ここはまだ日本か」と西郷に問い、西郷の「日本であります」という言葉を聞いた後、かつてアメリカ駐在中に贈られた拳銃を使って自決を遂げる。栗林の遺体を埋葬した西郷はアメリカ兵たちに見付かり、大円匙を振り回して抵抗を試みるが、捕まって生還する。
再び現代、調査隊が西郷によって埋められた手紙を発見するシーンに戻り、映画は幕を下ろす。

## 登場人物
※は実名で登場する、実在した人物（階級は当時のもの）

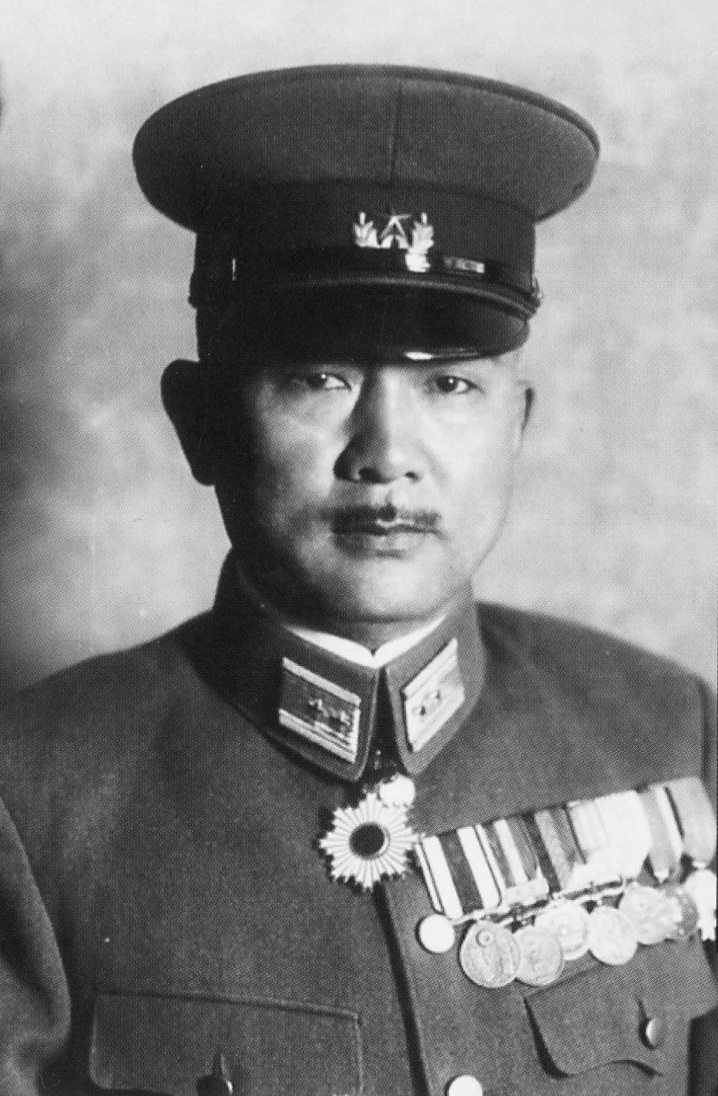
栗林忠道陸軍中将。写真は留守近衛第2師団長時のもの。

- 栗林忠道（くりばやし　ただみち） ※：渡辺謙

陸軍第109師団長 兼 小笠原兵団長。階級は陸軍中将。硫黄島守備隊に新しく着任した指揮官。着任早々、従来の日本軍の攻撃方法である水際作戦を取りやめさせ、また不用意な突撃（いわゆるバンザイ突撃）、指揮官の兵士に対する体罰を禁ずるなどの施策を行ったことから、兵士からは驚きの目で見られるとともに歓迎されるが、指揮下の将校たちからは異端の目で見られる。在米日本大使館の駐在武官を務めた経験があり、米国の生産技術や軍事力を侮ってはいけないと部下たちに忠告する。また腰には駐在武官時代に「友情の証」として米国軍高官から贈られたコルトM1911のカスタマイズモデルを携行している。
- 西郷昇（さいごう　のぼる）：二宮和也（嵐）

硫黄島守備隊に所属する兵士。副主人公。階級は陸軍一等兵。応召兵であり、軍役に就く前は妻である花子とともにパン屋を営んでいた。物資に余裕がある時代はあんパンやカステラを作っていたが、戦局が悪化し憲兵があらゆるものを持ち去っていったことなどから、憲兵出身である清水にあまり良い印象を持っていない。
上官の谷田から体罰を受けていた際、着任したばかりの栗林に救われ、また戦闘の中で栗林と交流を深めていく。
- 西竹一（にし　たけいち） ※：伊原剛志

戦車第26連隊長。階級は陸軍中佐。1932年ロサンゼルスオリンピック馬術障害飛越競技の金メダリストでもあり、日本軍のみならず敵である米軍にも、「バロン西」として彼を知る人物が多くかなりの有名人である。騎兵科出身である栗林と馬話で盛り上がり、硫黄島に馬を連れてくるほど。胸ポケットにはロサンゼルスオリンピック時の相棒であるウラヌス号の写真を入れている。
- 清水洋一（しみず　よういち）：加瀬亮

硫黄島に新しく派遣された兵士。階級は陸軍上等兵。元憲兵であり、軍事教練を練兵場ではなく憲兵の教育機関で受けていることや、小銃手にもかかわらず拳銃を携行しているなど、明らかに不審な点があったことから部隊の他の兵士から「スパイではないか？」と疑われたほど。妻子と会うために戦地で生き抜こうとする西郷に最初は反発するが、やがて行動を共にする。
憲兵として配属された直後、巡察中に民家で飼われている犬を殺害しろという上官の命令に背き、最前線に送り込まれた過去を持つ。
- 伊藤（いとう）：中村獅童

海軍部隊の指揮官の1人。階級は海軍大尉。自分たちの準備してきた水際作戦が却下され、擦鉢山などトンネル陣地でのゲリラ作戦に変更されたことなどから、他の海軍指揮官とともに栗林に反発する。また栗林が玉砕を禁じているにもかかわらず、命からがら退却してきた西郷と清水を「臆病者」と怒鳴りつけ軍刀で首を撥ねようとするなど、旧態依然としたステレオタイプの日本軍人として描かれている。
- 藤田正喜（ふじた　まさき） ※：渡辺広

栗林中将副官。階級は 陸軍中尉。常に栗林中将と行動を共にし、また彼の数少ない理解者でもある。
- 谷田陸軍大尉：坂東工

西郷ら所属の機関銃中隊長。
- 野崎陸軍一等兵：松崎悠希
- 樫原陸軍一等兵：山口貴史
- 大久保陸軍中尉：尾崎英二郎
- 花子：裕木奈江

西郷の妻
- 大杉海軍少将：阪上伸正
- 小澤陸軍一等兵：安東生馬
- 遠藤陸軍衛生伍長：サニー斉藤
- 大磯陸軍中佐：安部義広
- 岩崎陸軍憲兵大尉：県敏哉

清水の憲兵時代の回想に出てくる上官
- 足立陸軍大佐：戸田年治

摺鉢山地区指揮官
- 林陸軍少将：ケン・ケンセイ
- 市丸利之助海軍少将 ※：長土居政史
- 愛国婦人会の女性：志摩明子

西郷に召集令状を届けに来た役場の職員に同行
- 海軍兵：諸澤和之
- 日本兵：アキラ・カネダ
- 犬の飼い主の女性：ブラック縁
- サム：ルーカス・エリオット

捕虜となり、西に尋問される海兵隊員。
- アメリカ陸軍将校：マーク・モーゼス

栗林の回想シーンで登場
- 上記の将校の妻：ロクサーヌ・ハート
- 火炎放射で焼かれる日本兵：サイモン・リー（声はミチ・ヤマト）
- 日本のジャーナリスト：樗沢憲昭

## 公開
全世界における配給はワーナー・ブラザース。日本では、2006年10月28日に公開された『父親たちの星条旗』に続き、同年12月9日より劇場公開がスタートした。アメリカ国内での公開は賞レース等の兼ね合いもあり紆余曲折したが、2006年内に公開される事が決定、12月20日よりニューヨークやロサンゼルスで限定公開され、翌2007年1月からアメリカ全土に拡大公開された。公開時期の変更は、関係者や批評家・記者向けの試写の評判が良かったためだとされる。また、この措置により『父親たちの星条旗』と共に第79回アカデミー賞の対象作となり、作品賞・監督賞・脚本賞・音響編集賞にノミネートされ、音響編集賞を受賞した。

## 評価
レビュー・アグリゲーターのRotten Tomatoesでは205件のレビューで支持率は91%、平均点は8.20/10となった。Metacriticでは37件のレビューを基に加重平均値が89/100となった。

### 受賞
全米映画ランキング（週末、日別、週別興行収入ランキング）では一度もトップ10入りはしていないものの、前述の通り第79回アカデミー賞の作品賞・監督賞・脚本賞・音響編集賞にノミネートされた。全編日本語の映画が外国語映画賞ではなく作品賞にノミネートされるのは初めてのことで、外国語映画としては7本目である。
ナショナル・ボード・オブ・レビュー賞最優秀作品賞など、多くの賞を受賞したほか、CNN.comでは「今年のアメリカ映画で唯一『名作』と呼ぶことをためらわない映画」と評価され、ニューヨーク・タイムズではA.O.スコットが「ほとんど完璧」と述べるなど、話題作となっている。
- ナショナル・ボード・オブ・レビュー (NBR)…最優秀作品賞
- 第32回ロサンゼルス映画批評家協会賞…最優秀作品賞
- アメリカ映画協会賞…作品賞トップ10
- サウスイースタン映画批評家協会賞…作品賞第2位
- ダラスフォートワース映画批評家協会賞…最優秀外国語映画賞 、作品賞第6位
- サンディエゴ映画批評家協会賞…最優秀作品賞 、最優秀監督賞
- ラスベガス映画批評家協会賞…作品賞トップ10
- フェニックス映画批評家協会賞…最優秀外国語映画賞 、作品賞トップ10
- シカゴ映画批評家協会賞…最優秀外国語映画賞
- AFI（アメリカン・フィルム・インスティチュート）…特別賞
- ユタ映画批評家協会賞…最優秀外国語映画賞
- カンザスシティ映画批評家協会賞…最優秀外国語映画賞
- 全米映画批評家協会賞…作品賞第3位
- 第12回クリティクス・チョイス・アワード…最優秀外国語映画賞
- ノーステキサス映画批評家協会賞…最優秀外国語映画賞
- 第64回ゴールデングローブ賞…最優秀外国語映画賞
- 第79回アカデミー賞…音響編集賞
- 第31回日本アカデミー賞…最優秀外国映画賞